# Braxton Amos
Braxton James Amos (ur. 7 maja 2001) – amerykański zapaśnik walczący w stylu klasycznym. Zajął dziesiąte miejsce na mistrzostwach świata w 2022. Srebrny medalista mistrzostw panamerykańskich w 2021 i juniorów w 2019 roku.
Zawodnik Parkersburg South High School, WVU Medicine z Uniwersytetu Wirginii Zachodniej i Uniwersytetu Wisconsin.